# 가나야마역 (홋카이도)
가나야마역(일본어: 金山駅)은 일본 홋카이도 소라치 군 미나미후라노정에 있는 홋카이도 여객철도 네무로 본선의 역이다. 역 번호는 T34이며, 상대식 승강장 2면 2선의 구조를 지닌 지상역이다.

## 역 주변
- 국도 제237호선

## 역사
- 1900년 12월 2일 : 도카치 선의 소속 역으로서 개업.
- 1982년 11월 15일 : 화물 · 소화물 취급 폐지.
- 1986년 11월 1일 : 무인화.
- 1987년 4월 1일 : 민영화에 따라, 홋카이도 여객철도로 이관.
- 2024년 4월 1일 : 후라노역 ~ 신토쿠역 구간 폐선과 함께 폐역.

## 인접 정차역
| 홋카이도 여객철도 네무로 본선  | 홋카이도 여객철도 네무로 본선 | 홋카이도 여객철도 네무로 본선  |
| ------------------------------ | ----------------------------- | ------------------------------ |
| T33 시모카나야마 다키카와 방면 | 네무로 본선                   | 히가시시카고에 T35 신토쿠 방면 |